# 168 (tal)
168 är det naturliga talet som följer 167 och som följs av 169.

## Inom vetenskapen
- 168 Sibylla, en asteroid

## Inom matematiken
- 168 är ett jämnt tal.
- Det finns 168 primtal mindre än 1000.
- 168 är produkten av de första två perfekta talen.
- 168 är summan av fyra efterföljande primtal: 37 + 41 + 43 + 47.
- 168 är ett mycket ymnigt tal.
- 168 är ett Praktiskt tal.